# Richard Parsons (1er comte de Rosse)
 (mai 2020).
Si vous disposez d'ouvrages ou d'articles de référence ou si vous connaissez des sites web de qualité traitant du thème abordé ici, merci de compléter l'article en donnant les références utiles à sa vérifiabilité et en les liant à la section « Notes et références ».
Richard Parsons, 1er comte de Rosse (1702–1741), franc-maçon et membre fondateur du Hell-Fire Club, 2e vicomte Rosse de Bellamont co. Dublin, Baron Oxmantown, 3e baronnet, est un pair irlandais. 

## Biographie
Il est né à Twickenham, Middlesex, le fils de Richard Parsons, 1er vicomte Rosse (c1657-1703) et Elizabeth Hamilton, nièce de Sarah Jennings, duchesse de Marlborough. Il devient comte de Rosse le 16 juin 1718. Sa famille s'est installée à New Ross co. Wexford au début du XVIIe siècle. L'orthographe Rosse distingue cette famille irlandaise d'un titre écossais, Ross. 
Il épouse, le 25 juin 1714, Mary Paulet, petite-fille de Charles Paulet (1er duc de Bolton) et du marquis de Montpouillon. Leur fils est le 2e et dernier comte de Rosse (1716-1764) de cette création. Ils n'ont pas de petits-enfants. Après sa mort, le 15 août 1718, il épouse Frances Claxton qui, quand elle est devenue veuve de Parsons, épouse Robert Jocelyn (1er vicomte Jocelyn), Lord Chancelier d'Irlande ; elle est décédée en 1772. 

## Franc-maçon
En 1725, il est élu grand maître de la Grande Loge d'Irlande, poste qu'il occupe pendant les six années suivantes. 
Tous les documents officiels de la Grande Loge d'Irlande avant 1760 et tous les livres de procès-verbaux avant 1780 ont été perdus. Alors que Rosse est le premier grand maître d'Irlande enregistré, la croyance qu'il est grand maître en 1723 et à nouveau en 1730 est tirée des comptes rendus de journaux de l'époque.

## Le Hell-Fire Club
Membre fondateur du Hellfire Club, Parsons est un notable libertin. Il écrit le livre Dionysus Rising après un voyage en Égypte où il affirme avoir trouvé des rouleaux de Dionysos pillés dans la Grande Bibliothèque d'Alexandrie. Après avoir écrit son livre, il fonde la secte sacrée de Dionysos. Une ramification de la franc-maçonnerie appelée l' Ordre revivifié de Dionysos existe à la Nouvelle-Orléans, aux États-Unis, et divisée en raison de la croyance que la franc-maçonnerie est issue d'un culte pré-chrétien appelé Dionysiac Architects. Ils ont été inspirés par le livre de Richard Parsons, dont seulement deux exemplaires existent à ce jour. 
Parsons est décédé le 21 juin 1741 à son domicile de Molesworth Street Dublin dans la paroisse de St Anne. Sur son lit de mort, il a reçu une lettre du vicaire de St Anne, le doyen de Kilmore «pour lui rappeler sa vie passée, dont il a mentionné les détails, tels que la débauche, les jeux, la consommation d'alcool, les émeutes, transformer le jour en nuit, blasphémer son Créateur et, en somme, toutes sortes de méchancetés; et l'exhortant de la manière la plus tendre à utiliser les quelques instants qui lui restaient, en avouant pénitemment ses multiples transgressions, et en sollicitant son pardon d'une divinité offensée, devant laquelle il devait comparaître sous peu. 
Parsons a ordonné que la lettre, qui lui était adressée uniquement, soit mise dans une nouvelle enveloppe et portée par le propre serviteur du doyen à un gentleman inhabituellement pieux, le comte de Kildare. En le lisant, Kildare, très en colère, a envoyé la lettre à John Hoadly, archevêque de Dublin, primat d'Irlande, qui a immédiatement convoqué le doyen pour explication. Au moment où l'on a compris ce qui avait été fait, Parsons était mort.   
Il y a une deuxième création du titre Parsons, comte de Rosse en 1806 pour les descendants d'une branche cadette qui s'étaient installés à Birr, comté de King au début du 17e siècle au lieu de New Ross. 